# Vladimír Mečiar
Vladimír Mečiar (26 de juliol de 1942) és un polític nacionalista eslovac. Va ser vencedor de les eleccions de 1992, dirigint les negociacions per independitzar-se de Txecoslovàquia. Va ser així el primer cap de govern de l'Eslovàquia independent.
Va haver de dimitir al març de 1994, però després de les eleccions d'octubre va tornar a presidir el país, en un govern de coalició. Va ser president intern de la república en 1998, i després de la derrota del seu partit en les eleccions legislatives de 1998, va passar a l'oposició.